# Sydostasien

Sydostasien.

Sydostasien är en region i den sydöstra delen av Asien. Den omfattar länderna Myanmar, Thailand, Kambodja, Laos och Vietnam samt Malajiska arkipelagen innefattande Indonesien, Östtimor, Malaysia, Brunei, Singapore och Filippinerna. Området är även en geografisk övergångszon mellan den eurasiska kontinenten och Oceaniens övärld (inklusive kontinenten Australien).
De flesta av Sydostasiens länder har omfattande handel med Kina och Indien, vilket också varit fallet långt tillbaka i historien. De södra delarna ligger centralt till för sjötransporter. Flera av länderna i regionen är belägna på öar eller ögrupper mellan Australien och Kina. Sydostasiens historia har präglats av många krig; ett av de senaste var Vietnamkriget som utspelades på 1960- och 70-talet.

## Länderna i Sydostasien
| - Brunei - Filippinerna - Indonesien - Kambodja - Laos - Malaysia - Myanmar - Singapore - Thailand - Vietnam - Östtimor | Brunei Filippinerna Indonesien Kambodja Laos Malaysia Myanmar Singapore Thailand Vietnam ÖsttimorLänderna i Sydostasien. |

## Indelning
Sydostasien ligger öster om den indiska subkontinenten (Främre Indien), söder om Kina och övriga Östasien samt väster om den oceaniska övärlden. Den del som tillhör den eurasiska kontinenten kallas Bortre Indien (alternativt Indokina); den inkluderar flera halvöar, inklusive Malackahalvön.
Den sydostasiatiska övärlden (Malajiska arkipelagen) är både geografiskt och biologiskt en övergångszon till den oceaniska övärlden i öster. Biologiskt går gränsen någonstans mellan Sulawesi och Bali i väster och Nya Guinea och Australien i öster.